# But-2-en
But-2-en je organická sloučenina se vzorcem CH3CH=CHCH3, nejjednodušší alken, u kterého se vyskytuje cis/trans-izomerie; jde o cis-but-2-en ((Z)-but-2-en) a trans-but-2-en ((E)-but-2-en).
Vyrábí se krakováním ropy nebo dimerizací ethenu. Používá se na výrobu rozpouštědla butanonu hydratací a následnou oxidací takto vzniklého butan-2-olu.
Oddělení obou izomerů destilací je obtížné, protože mají velmi podobné teploty varu (~4 °C u cis a ~1 °C u trans formy. Ve většině případů je ale není třeba oddělovat, protože se v reakcích zpravidla chovají podobně. V průmyslu využívané směsi obvykle obsahují kolem 70 % cis')-but-2-enu a 30 % trans-but-2-enu.
Nečistotami bývají nejčastěji, se zastoupením mnohdy převyšujícím 1 %, butan a but-1-en, přítomny také bývají isobuten, buta-1,3-dien, a butyn.